# Dawa Yangzum Sherpa
Dawa Yangzum Sherpa còn được gọi là Dawa Yangzum là một nhà leo núi người Nepal và là người phụ nữ đầu tiên trở thành một hướng dẫn viên núi quốc tế đến từ Nepal.

## Cuộc đời
Cô bắt đầu leo núi chuyên nghiệp vào năm 2009 với đỉnh Yala và đánh dấu lần leo núi lên tới đỉnh đầu tiên của cô. Cô trở thành một trong những người leo núi biểu tượng của Nepal trong lịch sử sau khi leo lên đỉnh Everest vào năm 2012. Năm 2017, cô nhận được chứng nhận từ Hiệp hội Hướng dẫn Núi Quốc tế và đủ điều kiện để trở thành một hướng dẫn viên leo núi quốc tế trong cùng năm đó. Vào tháng 3 năm 2019, cô đã ký một thỏa thuận chuyên nghiệp với một công ty sản xuất giải trí ngoài trời của Hoa Kỳ, khiến cô trở thành một trong số ít những người leo núi Nepal chuyên nghiệp được một công ty lớn của phương Tây thuê làm vận động viên.
Dawa Yangzum đã leo lên đỉnh Everest nhiều lần và cô trở thành người phụ nữ Nepal đầu tiên lên đỉnh Makalu cao thứ năm thế giới vào ngày 29 tháng 5 năm 2019. Vào ngày 26 tháng 7 năm 2014, cô là một phần trong đội nữ Nepal gồm 3 thành viên tham gia hội nghị thượng đỉnh K2. Các thành viên nổi bật khác là Pasang Lhamu Sherpa Akita và Maya Sherpa.